# Koło reakcyjne

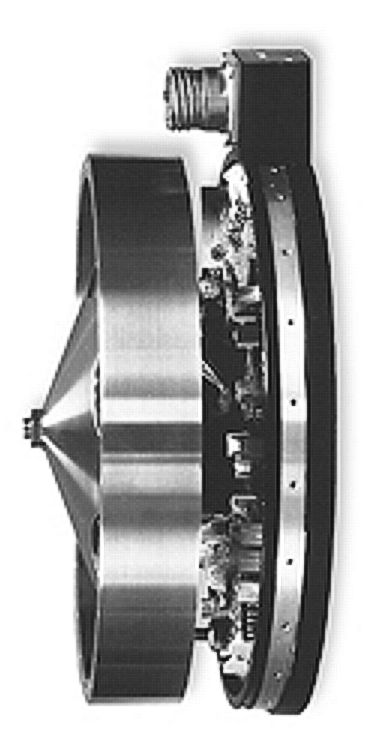
Małe koło reakcyjne

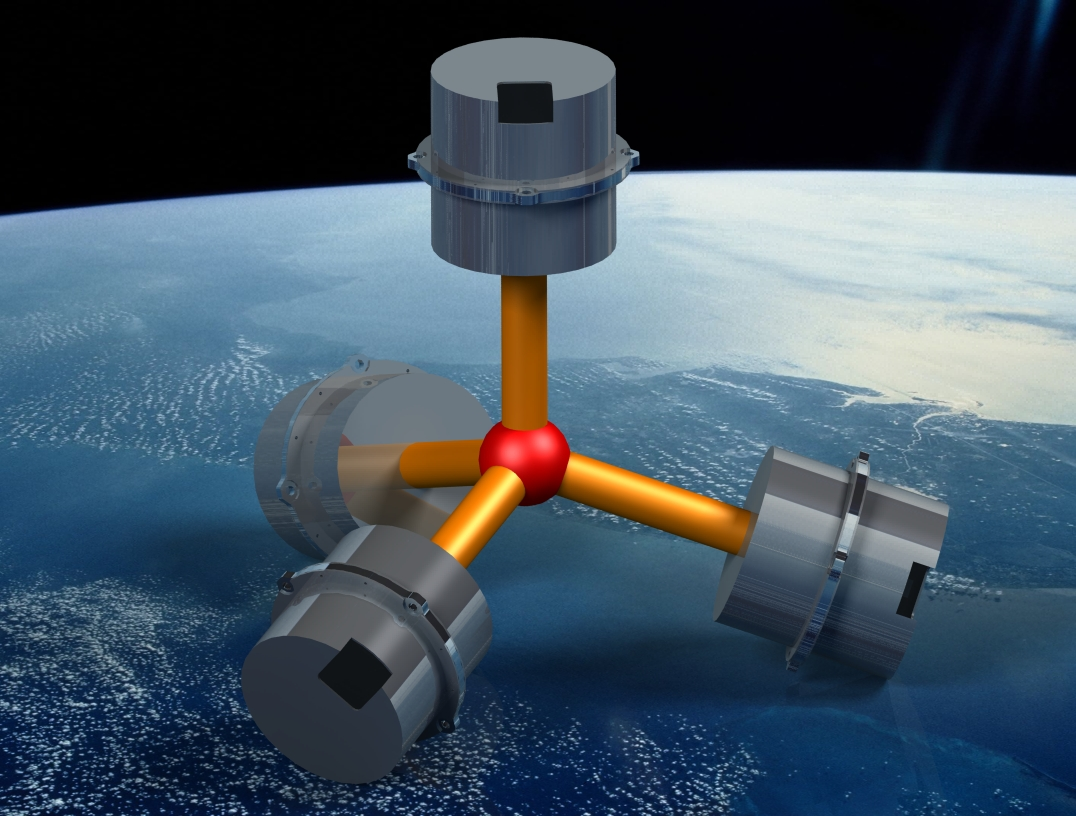
Koła reakcyjne rozmieszczone w rogach czworościanu zapewniają stabilizację sondy w trzech wymiarach

Koło reakcyjne – koło zamachowe wykorzystywany dla zachowania ustalonej orientacji w przestrzeni, jako żyroskop. Koło reakcyjne działa na zasadzie zachowania momentu pędu.
Koła reakcyjne są stosowane w sondach kosmicznych, szczególnie teleskopach kosmicznych, dla których utrzymanie stałej orientacji jest kluczowe. Koła reakcyjne są jednym z elementów systemu orientacji wykorzystywanego przez Kosmiczny Teleskop Hubble’a; awaria dwóch z czterech kół reakcyjnych Kosmicznego Teleskopu Keplera w 2013 uniemożliwiła obserwacje wybranego wcześniej fragmentu nieba i wymusiła przeprojektowanie misji.